# 国際連合安全保障理事会決議の一覧 (601-700)
| 決議 | 日付           | 投票        | 備考                                                                                | 文書リンク                                   |
| --- | -------------- | ----------- | ----------------------------------------------------------------------------------- | -------------------------------------------- |
| 1987年安全保障理事会理事国 中国 フランス イギリス アメリカ合衆国 ソビエト連邦 アルゼンチン ブルガリア コンゴ共和国 西ドイツ ガーナ イタリア 日本 アラブ首長国連邦 ベネズエラ ザンビア         |                |             |                                                                                     |                                              |
| 601 | 1987年10月30日 | 採択 14-0-1 | ナミビアの占領を続ける南アフリカを非難                                              | 原文 ウィキソース(英語)                      |
| 602 | 1987年11月25日 | 全会一致    | アンゴラの一部の占領を続ける南アフリカを非難                                        | 原文 ウィキソース(英語)                      |
| 603 | 1987年11月25日 | 全会一致    | 国際連合兵力引き離し監視軍の活動期限延長                                            | 原文 ウィキソース(英語)                      |
| 604 | 1987年11月30日 | 全会一致    | 国際連合キプロス平和維持軍の活動期限延長                                            | 原文 ウィキソース(英語)                      |
| 605 | 1987年12月22日 | 採択 14-0-1 | パレスチナを占領するイスラエルの行いについて                                        | 原文 ウィキソース(英語)                      |
| 606 | 1987年12月23日 | 全会一致    | アンゴラの一部の占領を続ける南アフリカを非難                                        | 原文 ウィキソース(英語)                      |
| 1988年安全保障理事会理事国 中国 フランス イギリス アメリカ合衆国 ソビエト連邦 アルジェリア アルゼンチン ブラジル 西ドイツ イタリア 日本 ネパール セネガル ユーゴスラビア ザンビア             |                |             |                                                                                     |                                              |
| 607 | 1988年1月5日   | 全会一致    | イスラエルによるパレスチナ人の追放について                                          | 原文 ウィキソース(英語)                      |
| 608 | 1988年1月14日  | 採択 14-0-1 | イスラエルによるパレスチナ人の追放について                                          | 原文 ウィキソース(英語)                      |
| 609 | 1988年1月29日  | 全会一致    | 国際連合レバノン暫定駐留軍の活動期限延長                                            | 原文 ウィキソース(英語)                      |
| 610 | 1988年3月16日  | 全会一致    | 南アフリカで死刑判決を受けたSharpeville Sixに対する減刑要請                         | 原文 ウィキソース(英語)                      |
| 611 | 1988年4月25日  | 採択 14-0-1 | Khalil al-Wazirの暗殺について                                                       | 原文 ウィキソース(英語)                      |
| 612 | 1988年5月9日   | 全会一致    | イラン・イラク戦争における化学兵器使用について                                      | 原文 ウィキソース(英語)                      |
| 613 | 1988年5月31日  | 全会一致    | 国際連合兵力引き離し監視軍の活動期限延長                                            | 原文 ウィキソース(英語)                      |
| 614 | 1988年6月15日  | 全会一致    | 国際連合キプロス平和維持軍の活動期限延長                                            | 原文 ウィキソース(英語)                      |
| 615 | 1988年6月17日  | 全会一致    | 南アフリカで死刑判決を受けたSharpeville Sixに対する減刑要請                         | 原文 ウィキソース(英語)                      |
| 616 | 1988年7月20日  | 全会一致    | イラン航空655便撃墜事件について                                                     | 原文 ウィキソース(英語)                      |
| 617 | 1988年7月29日  | 全会一致    | 国際連合レバノン暫定駐留軍の活動期限延長                                            | 原文 ウィキソース(英語)                      |
| 618 | 1988年7月29日  | 全会一致    | 国際連合レバノン暫定駐留軍のヒギンズ中佐拉致について即時解放を要求                  | 原文 ウィキソース(英語)                      |
| 619 | 1988年8月9日   | 全会一致    | 国際連合イラン・イラク軍事監視団の設置について                                      | 原文 ウィキソース(英語)                      |
| 620 | 1988年8月26日  | 全会一致    | イラン・イラク戦争における化学兵器使用について                                      | 原文 ウィキソース(英語)                      |
| 621 | 1988年9月20日  | 全会一致    | 西サハラの特別代表任命について                                                      | 原文 ウィキソース(英語)                      |
| 622 | 1988年10月31日 | 全会一致    | 国際連合アフガニスタン・パキスタン仲介ミッションの設置について                      | 原文 ウィキソース(英語)                      |
| 623 | 1988年11月23日 | 採択 13-0-2 | 南アフリカで死刑判決を受けた反アパルトヘイト活動家Paul Tefo Setlabaに対する減刑要請 | 原文 ウィキソース(英語)                      |
| 624 | 1988年11月30日 | 全会一致    | 国際連合兵力引き離し監視軍の活動期限延長                                            | 原文 ウィキソース(英語)                      |
| 625 | 1988年12月15日 | 全会一致    | 国際連合キプロス平和維持軍の活動期限延長                                            | 原文 ウィキソース(英語)                      |
| 626 | 1988年12月20日 | 全会一致    | 第一次国際連合アンゴラ検証団の設置について                                          | 原文 ウィキソース(英語)                      |
| 1989年安全保障理事会理事国 · 中国 フランス イギリス アメリカ合衆国 ソビエト連邦 · アルジェリア ブラジル カナダ コロンビア エチオピア フィンランド マレーシア ネパール セネガル ユーゴスラビア |                |             |                                                                                     |                                              |
| 627 | 1989年1月9日   | 全会一致    | 死去により欠員となった国際司法裁判所判事を補充する選挙の期日決定                    | 原文 ウィキソース(英語)                      |
| 628 | 1989年1月16日  | 全会一致    | アンゴラ・キューバ・南アフリカの三国協定について歓迎を表明                          | 原文 ウィキソース(英語)                      |
| 629 | 1989年1月16日  | 全会一致    | 国連監視下でのナミビアの選挙を決めた決議435の施行を1989年4月1日に決定               | 原文 ウィキソース(英語)                      |
| 630 | 1989年1月30日  | 全会一致    | 国際連合レバノン暫定駐留軍の活動期限延長                                            | 原文 ウィキソース(英語)                      |
| 631 | 1989年2月8日   | 全会一致    | 国際連合イラン・イラク軍事監視団の活動期限延長                                      | 原文 ウィキソース(英語)                      |
| 632 | 1989年2月16日  | 全会一致    | 国際連合ナミビア独立支援グループの設置                                              | 原文 ウィキソース(英語)                      |
| 633 | 1989年5月30日  | 全会一致    | 国際連合兵力引き離し監視軍の活動期限延長                                            | 原文 ウィキソース(英語)                      |
| 634 | 1989年6月9日   | 全会一致    | 国際連合キプロス平和維持軍の活動期限延長                                            | 原文 ウィキソース(英語)                      |
| 635 | 1989年6月14日  | 全会一致    | 民間航空機に対するテロ防止のため、爆発物にマーキング物質添加を呼びかけ              | 原文 ウィキソース(英語)                      |
| 636 | 1989年7月6日   | 採択 14-0-1 | イスラエルによるパレスチナ人の追放について                                          | 原文 ウィキソース(英語)                      |
| 637 | 1989年7月27日  | 全会一致    | 中央アメリカの和平について                                                          | 原文 ウィキソース(英語)                      |
| 638 | 1989年7月31日  | 全会一致    | 人質取りについて                                                                    | 原文 ウィキソース(英語)                      |
| 639 | 1989年7月31日  | 全会一致    | 国際連合レバノン暫定駐留軍の活動期限延長                                            | 原文 ウィキソース(英語)                      |
| 640 | 1989年8月29日  | 全会一致    | ナミビアの選挙について                                                              | 原文 ウィキソース(英語)                      |
| 641 | 1989年8月30日  | 採択 14-0-1 | イスラエルによるパレスチナ人の追放について                                          | 原文 ウィキソース(英語)                      |
| 642 | 1989年8月29日  | 全会一致    | 国際連合イラン・イラク軍事監視団の活動期限延長                                      | 原文 ウィキソース(英語)                      |
| 643 | 1989年10月31日 | 全会一致    | ナミビアの選挙について                                                              | 原文 ウィキソース(英語)                      |
| 644 | 1989年11月7日  | 全会一致    | 国際連合中米監視団設置について                                                      | 原文 ウィキソース(英語)                      |
| 645 | 1989年11月29日 | 全会一致    | 国際連合兵力引き離し監視軍の活動期限延長                                            | 原文 ウィキソース(英語)                      |
| 646 | 1989年12月14日 | 全会一致    | 国際連合キプロス平和維持軍の活動期限延長                                            | 原文 ウィキソース(英語)                      |
| 1990年安全保障理事会理事国 · 中国 フランス イギリス アメリカ合衆国 ソビエト連邦 · カナダ コートジボワール コロンビア キューバ エチオピア フィンランド マレーシア ルーマニア イエメン ザイール |                |             |                                                                                     |                                              |
| 647 | 1990年1月11日  | 全会一致    | 国際連合アフガニスタン・パキスタン仲介ミッションの活動期限延長                      | 原文 ウィキソース(英語)                      |
| 648 | 1990年1月30日  | 全会一致    | 国際連合レバノン暫定駐留軍の活動期限延長                                            | 原文 ウィキソース(英語)                      |
| 649 | 1990年3月12日  | 全会一致    | キプロスに関する決議367の再確認                                                     | 原文 ウィキソース(英語)                      |
| 650 | 1990年3月27日  | 全会一致    | 国際連合中米監視団の権限拡大を承認                                                  | 原文 ウィキソース(英語)                      |
| 651 | 1990年3月29日  | 全会一致    | 国際連合イラン・イラク軍事監視団の活動期限延長                                      | 原文 ウィキソース(英語)                      |
| 652 | 1990年4月17日  | 全会一致    | ナミビアの加盟について                                                              | 原文 ウィキソース(英語) ウィキソース日本語訳 |
| 653 | 1990年4月20日  | 全会一致    | 国際連合中米監視団の任務追加                                                        | 原文 ウィキソース(英語)                      |
| 654 | 1990年5月4日   | 全会一致    | 国際連合中米監視団の活動期限延長                                                    | 原文 ウィキソース(英語)                      |
| 655 | 1990年5月31日  | 全会一致    | 国際連合兵力引き離し監視軍の活動期限延長                                            | 原文 ウィキソース(英語)                      |
| 656 | 1990年6月8日   | 全会一致    | 国際連合中米監視団の任務追加                                                        | 原文 ウィキソース(英語)                      |
| 657 | 1990年6月15日  | 全会一致    | 国際連合キプロス平和維持軍の活動期限延長                                            | 原文 ウィキソース(英語)                      |
| 658 | 1990年6月27日  | 全会一致    | 西サハラの和平提案                                                                  | 原文 ウィキソース(英語)                      |
| 659 | 1990年7月31日  | 全会一致    | 国際連合レバノン暫定駐留軍の活動期限延長                                            | 原文 ウィキソース(英語)                      |
| 660 | 1990年8月2日   | 採択 14-0-0 | イラクによるクウェート侵攻を非難。撤退を要求。                                      | 原文 ウィキソース(英語)                      |
| 661 | 1990年8月2日   | 採択 13-0-2 | イラクのクウェート侵攻に対する制裁                                                  | 原文 ウィキソース(英語)                      |
| 662 | 1990年8月9日   | 全会一致    | イラクのクウェート併合は無効と決議                                                  | 原文 ウィキソース(英語)                      |
| 663 | 1990年8月14日  | 全会一致    | リヒテンシュタインの加盟                                                            | 原文 ウィキソース(英語) ウィキソース日本語訳 |
| 664 | 1990年8月18日  | 全会一致    | イラクに対するクウェートからの即時撤退要求                                          | 原文 ウィキソース(英語)                      |
| 665 | 1990年8月25日  | 採択 13-0-2 | イラクに対する制裁                                                                  | 原文 ウィキソース(英語)                      |
| 666 | 1990年9月13日  | 採択 13-2-0 | イラクのクウェート侵攻に関連する人道支援                                            | 原文 ウィキソース(英語)                      |
| 667 | 1990年9月16日  | 全会一致    | イラクのクウェート侵攻で拉致された外国人の即時解放要求                              | 原文 ウィキソース(英語)                      |
| 668 | 1990年9月20日  | 全会一致    | カンボジアの和平について歓迎                                                        | 原文 ウィキソース(英語)                      |
| 669 | 1990年9月24日  | 全会一致    | イラクに対する制裁で影響を受けた国の援助要請について                                | 原文 ウィキソース(英語)                      |
| 670 | 1990年9月25日  | 採択 13-1-0 | イラク・クウェートへの空輸禁止                                                      | 原文 ウィキソース(英語)                      |
| 671 | 1990年9月27日  | 全会一致    | 国際連合イラン・イラク軍事監視団の活動期限延長                                      | 原文 ウィキソース(英語)                      |
| 672 | 1990年10月12日 | 全会一致    | パレスチナの神殿の丘暴動について                                                    | 原文 ウィキソース(英語)                      |
| 673 | 1990年10月24日 | 全会一致    | 国連による神殿の丘暴動調査の受入を拒否したイスラエルに遺憾の意を表明                | 原文 ウィキソース(英語)                      |
| 674 | 1990年10月29日 | 採択 13-0-2 | イラク・クウェート国内にいる国民、外国人の福祉について                              | 原文 ウィキソース(英語)                      |
| 675 | 1990年11月5日  | 全会一致    | 国際連合中米監視団の活動期限延長                                                    | 原文 ウィキソース(英語)                      |
| 676 | 1990年11月28日 | 全会一致    | 国際連合イラン・イラク軍事監視団の活動期限延長                                      | 原文 ウィキソース(英語)                      |
| 677 | 1990年11月28日 | 全会一致    | イラクによるクウェートの人口構成比の改竄について                                    | 原文 ウィキソース(英語)                      |
| 678 | 1990年11月29日 | 採択 12–2–1 | イラクに対する武力行使容認決議                                                      | 原文 ウィキソース(英語) ウィキソース日本語訳 |
| 679 | 1990年11月30日 | 全会一致    | 国際連合兵力引き離し監視軍の活動期限延長                                            | 原文 ウィキソース(英語)                      |
| 680 | 1990年12月14日 | 採択 14-0-1 | 国際連合キプロス平和維持軍の活動期限延長                                            | 原文 ウィキソース(英語)                      |
| 681 | 1990年12月20日 | 全会一致    | イスラエルによるパレスチナ人の追放について                                          | 原文 ウィキソース(英語)                      |
| 682 | 1990年12月21日 | 全会一致    | 国際連合キプロス平和維持軍の財政問題について                                        | 原文 ウィキソース(英語)                      |
| 683 | 1990年12月22日 | 採択 13-1-0 | マーシャル諸島とミクロネシア連邦の信託統治終了                                      | 原文 ウィキソース(英語)                      |
| 1991年安全保障理事会理事国 · 中国 フランス ロシア イギリス アメリカ合衆国 · オーストリア ベルギー コートジボワール キューバ エクアドル インド ルーマニア イエメン ザイール ジンバブエ         |                |             |                                                                                     |                                              |
| 684 | 1991年1月30日  | 全会一致    | 国際連合レバノン暫定駐留軍の活動期限延長                                            | 原文 ウィキソース(英語)                      |
| 685 | 1991年1月31日  | 全会一致    | 国際連合イラン・イラク軍事監視団の活動期限延長                                      | 原文 ウィキソース(英語)                      |
| 686 | 1991年3月2日   | 採択 11-1-3 | 湾岸戦争終結、イラク情勢                                                            | 原文 ウィキソース(英語)                      |
| 687 | 1991年4月3日   | 採択 12-1-2 | イラクに対する和平案、UNSCOMの設置                                                  | 原文 ウィキソース(英語)                      |
| 688 | 1991年4月5日   | 採択 10-3-2 | イラクに対して抑圧的な体勢の終結を要求                                              | 原文 ウィキソース(英語)                      |
| 689 | 1991年4月9日   | 全会一致    | 国際連合イラク・クウェート監視団設置について                                        | 原文 ウィキソース(英語)                      |
| 690 | 1991年4月29日  | 全会一致    | 国際連合西サハラ住民投票ミッションの設置について                                    | 原文 ウィキソース(英語)                      |
| 691 | 1991年5月6日   | 全会一致    | 国際連合中米監視団の活動期限延長                                                    | 原文 ウィキソース(英語)                      |
| 692 | 1991年5月20日  | 採択 14-0-1 | 国際連合補償委員会の設置について                                                    | 原文 ウィキソース(英語)                      |
| 693 | 1991年5月20日  | 全会一致    | 国際連合エルサルバドル監視団の設置について                                          | 原文 ウィキソース(英語)                      |
| 694 | 1991年5月24日  | 全会一致    | イスラエルによるパレスチナ人の追放について                                          | 原文 ウィキソース(英語)                      |
| 695 | 1991年5月30日  | 全会一致    | 国際連合兵力引き離し監視軍の活動期限延長                                            | 原文 ウィキソース(英語)                      |
| 696 | 1991年5月30日  | 全会一致    | 第二次国際連合アンゴラ検証団の設置について                                          | 原文 ウィキソース(英語)                      |
| 697 | 1991年6月14日  | 全会一致    | 国際連合キプロス平和維持軍の活動期限延長                                            | 原文 ウィキソース(英語)                      |
| 698 | 1991年6月14日  | 全会一致    | 国際連合キプロス平和維持軍の財政問題について                                        | 原文 ウィキソース(英語)                      |
| 699 | 1991年6月17日  | 全会一致    | イラクにおけるUNSCOM、IAEAの権限について確認                                        | 原文 ウィキソース(英語)                      |
| 700 | 1991年6月17日  | 全会一致    | イラクに対する武器および関連物資の制裁遵守について                                  | 原文 ウィキソース(英語)                      |